# إنوغو
إينوجو (بالإيجبوية: Énugwú)، مدينة عاصمة ولاية إينوجو الواقعة في جنوب شرق نيجيريا.

## المناخ
يظهر الجدول التالي التغييرات المناخية على مدار السنة لإنوغو:
| البيانات المناخية لـإنوغو                      | البيانات المناخية لـإنوغو | البيانات المناخية لـإنوغو | البيانات المناخية لـإنوغو | البيانات المناخية لـإنوغو | البيانات المناخية لـإنوغو | البيانات المناخية لـإنوغو | البيانات المناخية لـإنوغو | البيانات المناخية لـإنوغو | البيانات المناخية لـإنوغو | البيانات المناخية لـإنوغو | البيانات المناخية لـإنوغو | البيانات المناخية لـإنوغو | البيانات المناخية لـإنوغو |
| الشهر                                          | يناير                     | فبراير                    | مارس                      | أبريل                     | مايو                      | يونيو                     | يوليو                     | أغسطس                     | سبتمبر                    | أكتوبر                    | نوفمبر                    | ديسمبر                    | المعدل السنوي             |
| ---------------------------------------------- | ------------------------- | ------------------------- | ------------------------- | ------------------------- | ------------------------- | ------------------------- | ------------------------- | ------------------------- | ------------------------- | ------------------------- | ------------------------- | ------------------------- | ------------------------- |
| الدرجة القصوى °م (°ف)                          | 36.1 (97.0)               | 37.8 (100.0)              | 37.8 (100.0)              | 36.7 (98.1)               | 35.0 (95.0)               | 33.3 (91.9)               | 35.0 (95.0)               | 32.8 (91.0)               | 32.8 (91.0)               | 34.4 (93.9)               | 35.0 (95.0)               | 35.6 (96.1)               | 37.8 (100.0)              |
| متوسط درجة الحرارة الكبرى °م (°ف)              | 33.5 (92.3)               | 34.9 (94.8)               | 34.7 (94.5)               | 33.6 (92.5)               | 32.0 (89.6)               | 30.5 (86.9)               | 29.5 (85.1)               | 29.6 (85.3)               | 30.2 (86.4)               | 31.2 (88.2)               | 32.6 (90.7)               | 32.9 (91.2)               | 32.1 (89.8)               |
| المتوسط اليومي °م (°ف)                         | 25.6 (78.1)               | 27.2 (81.0)               | 28.3 (82.9)               | 27.4 (81.3)               | 26.6 (79.9)               | 25.5 (77.9)               | 25.0 (77.0)               | 24.8 (76.6)               | 24.8 (76.6)               | 25.3 (77.5)               | 26.0 (78.8)               | 25.6 (78.1)               | 26.0 (78.8)               |
| متوسط درجة الحرارة الصغرى °م (°ف)              | 20.3 (68.5)               | 22.8 (73.0)               | 23.9 (75.0)               | 23.9 (75.0)               | 23.1 (73.6)               | 22.6 (72.7)               | 22.3 (72.1)               | 22.3 (72.1)               | 22.1 (71.8)               | 22.3 (72.1)               | 21.6 (70.9)               | 20.0 (68.0)               | 22.3 (72.1)               |
| أدنى درجة حرارة °م (°ف)                        | 12.8 (55.0)               | 12.8 (55.0)               | 16.1 (61.0)               | 19.4 (66.9)               | 19.4 (66.9)               | 18.9 (66.0)               | 19.4 (66.9)               | 18.9 (66.0)               | 18.3 (64.9)               | 18.9 (66.0)               | 14.4 (57.9)               | 12.2 (54.0)               | 12.2 (54.0)               |
| الهطول مم (إنش)                                | 18.8 (0.74)               | 15.4 (0.61)               | 70.3 (2.77)               | 130.1 (5.12)              | 217.2 (8.55)              | 251.9 (9.92)              | 241.9 (9.52)              | 237.1 (9.33)              | 292.0 (11.50)             | 200.9 (7.91)              | 12.1 (0.48)               | 7.7 (0.30)                | 1٬695٫4 (66.75)           |
| متوسط أيام هطول الأمطار (≥ 1.0 mm)             | 1.4                       | 1.2                       | 3.9                       | 6.8                       | 12.2                      | 13.7                      | 15.6                      | 15.3                      | 17.8                      | 12.2                      | 1.3                       | 0.7                       | 102.1                     |
| متوسط الرطوبة النسبية (%) (at {{{time day}}})  | 34.3                      | 37.4                      | 45.6                      | 56.4                      | 63.6                      | 68.5                      | 71.3                      | 70.8                      | 70.3                      | 66.4                      | 50.5                      | 38.7                      | 56.1                      |
| ساعات سطوع الشمس الشهرية                       | 186.0                     | 173.6                     | 182.9                     | 183.0                     | 186.0                     | 153.0                     | 117.8                     | 117.8                     | 123.0                     | 173.6                     | 219.0                     | 217.0                     | 2٬032٫7                   |
| ساعات سطوع الشمس اليومية                       | 6.0                       | 6.2                       | 5.9                       | 6.1                       | 6.0                       | 5.1                       | 3.8                       | 3.8                       | 4.1                       | 5.6                       | 7.3                       | 7.0                       | 5.6                       |
| المصدر #1: NOAA                                |                           |                           |                           |                           |                           |                           |                           |                           |                           |                           |                           |                           |                           |
| المصدر #2: الأرصاد الجوية الألمانية (extremes) |                           |                           |                           |                           |                           |                           |                           |                           |                           |                           |                           |                           |                           |

## أعلام
- تشينيدو أوباسي
- جون أوتاكا
- فلورا نوابا
- شيماماندا نغوزي أديشي
- بيتر أوتاكا
- جي-جي أوكوتشا